# LOVE TALKIN'
LOVE TALKIN（ラヴ・トーキン）はbayfmで毎週土曜日PM7:00から約1時間放送されていたラジオ番組である。DJは高橋克典、山田まりや の2人。

## 概要
当初はLaox PRESENTS LOVE TALKINとして1995年より番組がスタートした。当時のパーソナリティは高橋とかとうれいこだった。秋葉原にあるスポンサーのラオックスの店舗で公開録音を行ったこともある。
その後、自動車ディーラーの「オニキス」がスポンサーとなり、それにともない高橋が語るカーライフのコーナーも追加された。
2009年3月まで住宅販売会社の広島建設がスポンサーのため（番組タイトルも頭にHIROSHIMA KENSETSUが付いていた）、住宅に関するコーナーが設けられていた。

## インターネット放送
トークの部分のみストリーミング配信されている。そのため、bayfmの聴取可能な首都圏以外のリスナーもいる。

## 公式サイト
- LOVE TALKIN'